# Xysticus audax
Espèce
Synonymes
- Aranea audax Schrank, 1803
- Thomisus pini Hahn, 1831
- Thomisus lateralis Hahn, 1831
- Xysticus mordax C. L. Koch, 1835
- Xysticus cinereus C. L. Koch, 1837

Xysticus audax est une espèce d'araignées aranéomorphes de la famille des Thomisidae.

## Distribution
Cette araignée se rencontre en écozone paléarctique du Portugal au Japon.
Elle a été observée au Portugal, en Espagne, en France, en Italie, à Malte, en Suisse, en Autriche, en Allemagne, au Luxembourg, en Belgique, aux Pays-Bas, en Grande-Bretagne, au Danemark, en Suède, en Finlande, en Lettonie, en Biélorussie, en Hongrie, en Slovénie, en Bosnie-Herzégovine, en Ukraine, en Géorgie, en Russie, au Kazakhstan, en Chine, en Corée du Sud et au Japon.

## Habitat
Xysticus audax affectionne les prairies et les bosquets, les landes comme celles de bruyère Calluna vulgaris et les forêts sèches de pins. Dans les forêts de conifères elle est souvent mimétique des écorces et des lichens. Elle est présente dans les plantes herbacées comme les ombellifères et semble apprécier les milieux humides.

## Description
Les mâles mesurent de 3,5 à 4,6 mm et les femelles de 3,8 à 8 mm.

### Description du mâle

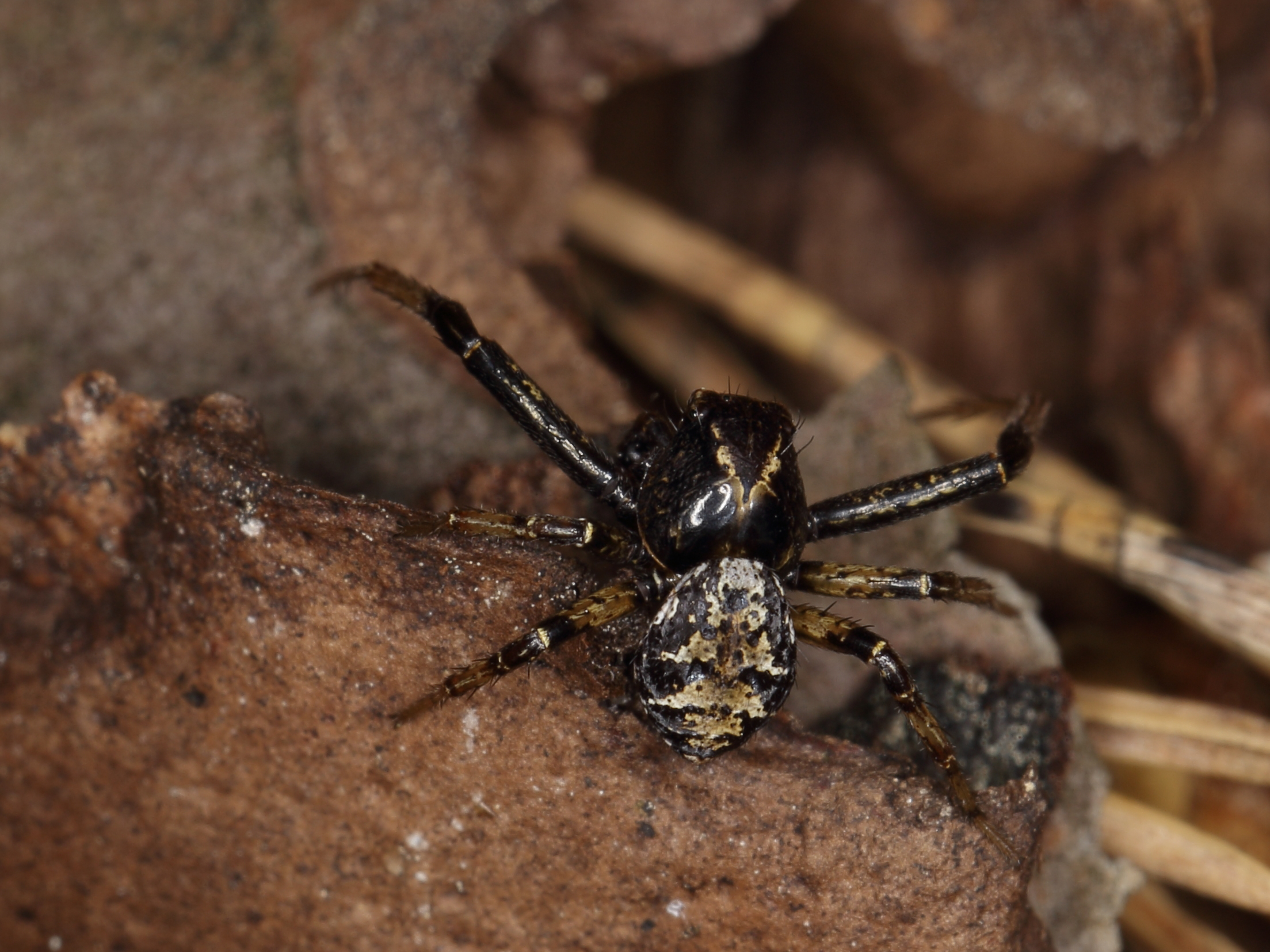
Xysticus audax ♂

Le céphalothorax est noir avec les parties latérales fauve et une bande médiane antérieurement brunâtre et postérieurement effilée et blanc jaunâtre,. Les chélicères sont brunes à gris foncé avec une bande diagonale étroite blanc jaunâtre. Le sternum est blanc jaunâtre avec des points noirs.

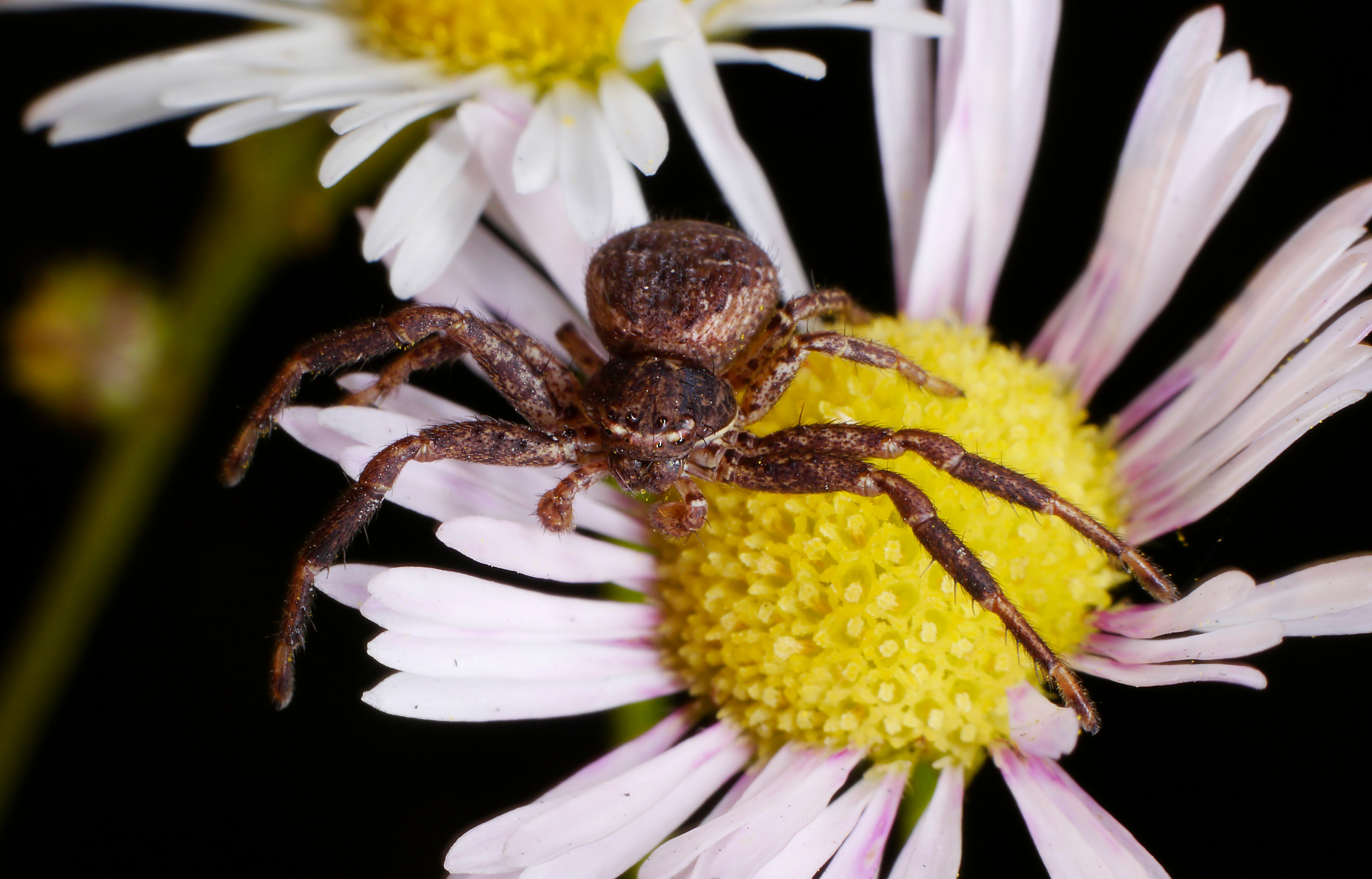
Xysticus audax ♂

Les segments distaux des pattes sont principalement de couleur brun jaunâtre pâle et les segments proximaux sont brun foncé avec des points et des taches jaune-blanc. Ainsi, les fémurs, les patelles et la base des tibias des deux premières paires de pattes sont noirs avec des taches fauves sur leur face antérieure et les autres segments sont fauves. Les deux dernières paires de pattes sont fauves principalement tachetées de brun aux fémurs. Le fémur de la première paire de pattes présente sept ou neuf épines. Le dessous du tibia est muni de deux rangées de six et quatre épines et de suites d'épines latérales plus courtes. On trouve sous le métatarse deux rangées de quatre et trois épines et sur le côté trois épines un peu plus fortes.
Le dos de d'abdomen est brun foncé avec une bande médiane blanchâtre et distinctement dentée. Les bords sont blanc jaunâtre criblés de points bruns et la partie ventrale est brunâtre avec des points clairs.
Le tibia des palpes est court avec deux apophyses en forme de moignon : un rétrolatéral légèrement incliné et un ventral avec la pointe ridée.

### Description de la femelle

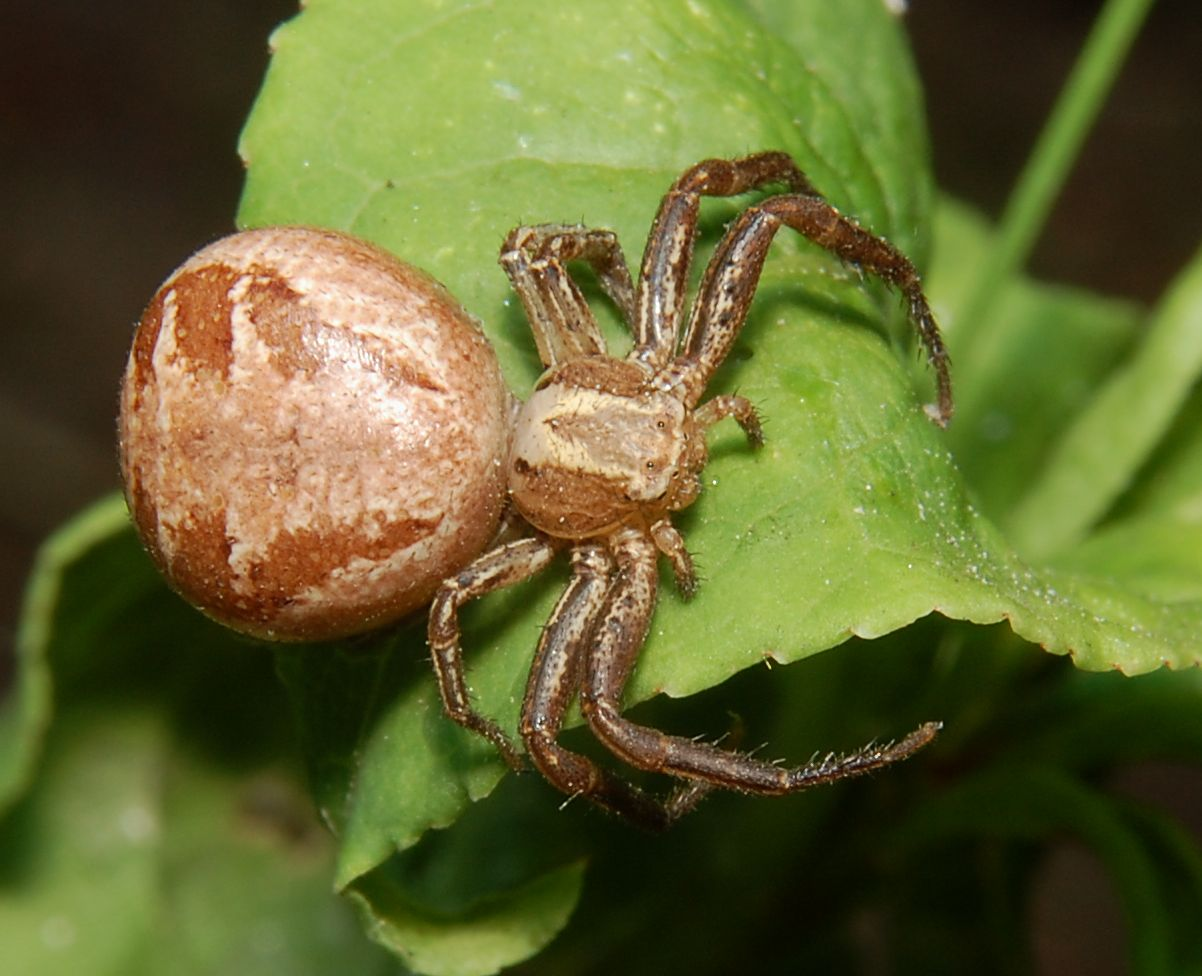
Xysticus audax ♀

Il existe deux variations de coloration, l'une plutôt foncée et l'autre plutôt claire.
La bande dorsale du céphalothorax est droite, beaucoup moins rétrécie en arrière que celle du mâle et légèrement plus brune dans sa partie antérieure avec une ligne claire entre les yeux. Les parties latérales, veinées de fauve, sont moins noires que chez le mâle. Les yeux médians sont presque égaux et forment un quadrilatère à peine plus large que long.
Les pattes, brun rougeâtre plus ou moins foncé, présentent des points noirs sur les tibias et sur les métatarses des deux dernières paires et des points fauves au-dessus des fémurs de la première.
L'abdomen est brun foncé, ponctué de noir, avec la bordure et la bande médiane blanchâtres. Cette dernière, très large et droite, présente sur les côtés trois dents découpées qui avancent horizontalement sur les parties foncées latérales.
L'épigyne présente en avant deux fossettes assez grandes, rondes et le plus souvent ovales, séparées par une carène étroite. Elle s'élargit à ses deux extrémités et est bordée de chaque côté par un trait noir très net et très fin. Un espace rougeâtre, moins long que la carène, marqué dans le bas de deux petites dépressions obliques, est visible sur le dessous.

## Espèces similaires
Xysticus audax est similaire à Xysticus cristatus mais les dessins de son abdomen et de sa carapace sont plus sombres et plus marqués. Chez Xysticus cristatus la marque en forme de coin sur la carapace s'étend plus loin entre les yeux et se termine par un point.

## Comportement
Cette espèce d'araignée résiste aux hivers rigoureux notamment en se cachant sous l'écorce des arbres.

### Toile
Elle entoure les extrémités des plantes herbacées de fils qui se croisent en tous sens.

### Prédation et alimentation

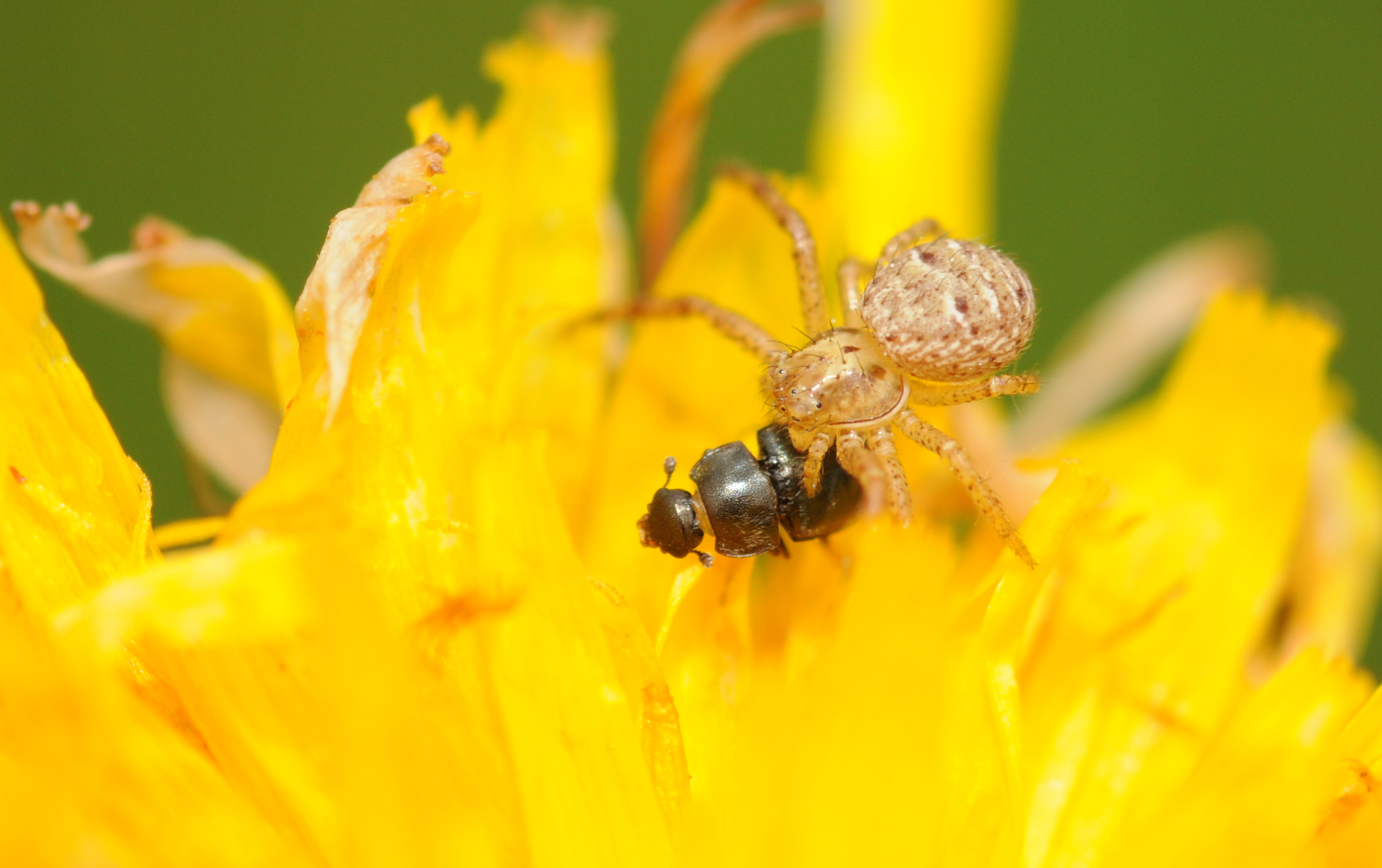
Xysticus audax ayant capturé un coléoptère

Xysticus audax attend en embuscade ses proies dans son réseau de fils et les saisit à la course, en se précipitant le long des fils tendus.

### Cycle de vie

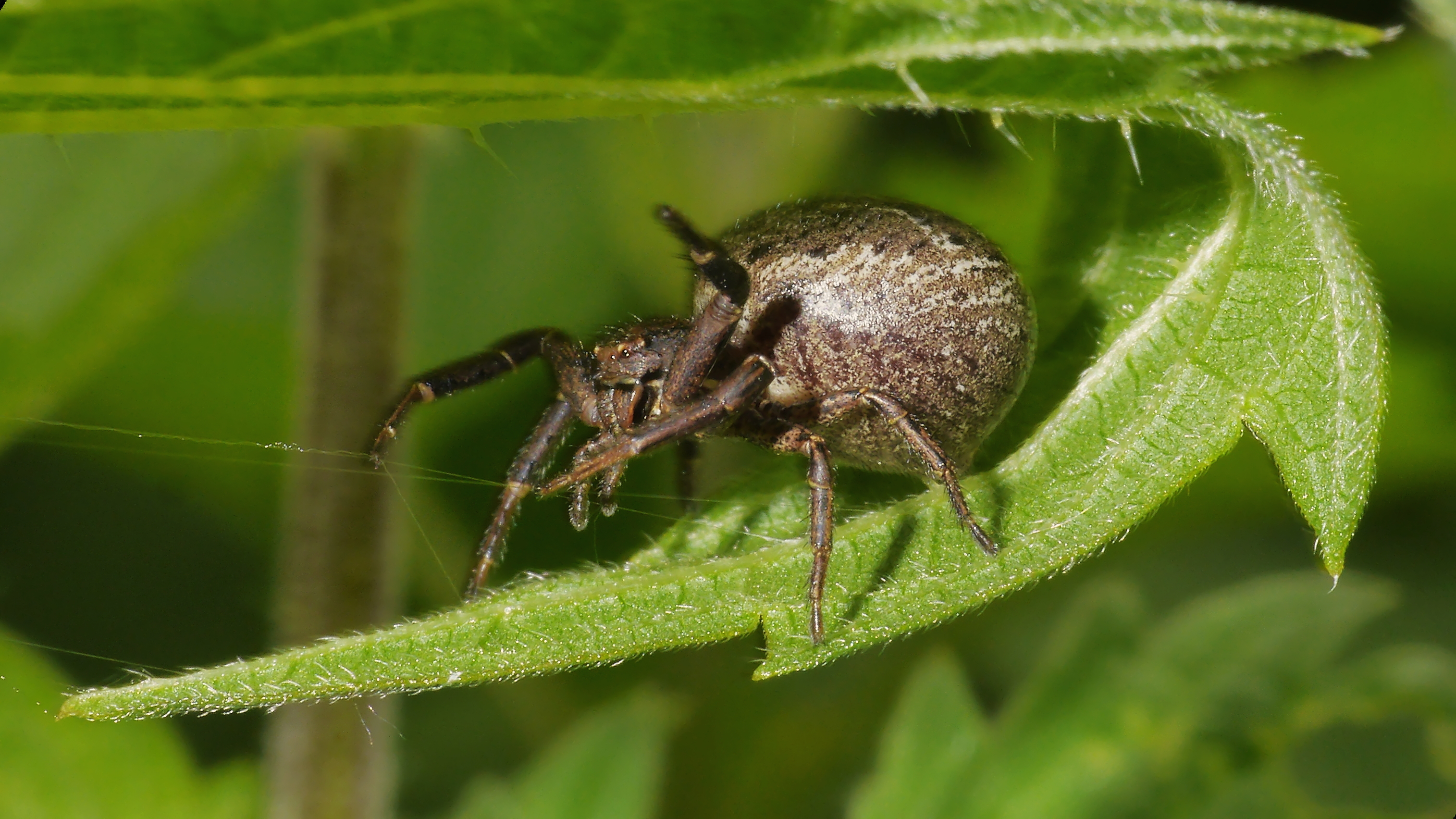
Femelle tendant des fils

La femelle attache son cocon sur des plantes et quelquefois sous des pierres. Elle surveille ensuite ce cocon qui renferme de soixante à quatre-vingt-dix œufs blanc-jaunâtre, presque incolore, avec la plus grande sollicitude.

## Liste des sous-espèces
Selon World Spider Catalog (version 23.5, 30/12/2022) :
- Xysticus audax audax (Schrank, 1803)
- Xysticus audax massanicus Simon, 1932 de France

## Systématique et taxinomie
Cette espèce a été décrite sous le protonyme Aranea audax par Schrank en 1803. Elle est placée dans le genre Xysticus par C. L. Koch en 1835.

## Publications originales
- Schrank, 1803 : Fauna Boica. Durchgedachte Geschichte der in Baiern einheimischen und zahmen Thiere. Landshut, vol. 3, no 1, p. 229-244 (texte intégral).
- Simon, 1932 : Les arachnides de France. Tome VI. Synopsis générale et catalogue des espèces françaises de l'ordre des Araneae, 4e partie, Paris, vol. 6, p. 773-978.